# Ligne Ishinomaki
La ligne Ishinomaki (石巻線, Ishinomaki-sen) est une ligne ferroviaire exploitée par la East Japan Railway Company (JR East), dans la préfecture de Miyagi au Japon. Elle relie la gare de Kogota à Misato à la gare d'Onagawa à Onagawa.

## Histoire
La ligne a été ouverte par étape en 1912 et 1924. L'écartement était initialement de 762 mm, puis converti à 1 067 mm.
La ligne a été sérieusement endommagée par le séisme de 2011 de la côte Pacifique du Tōhoku.

## Caractéristiques

### Ligne

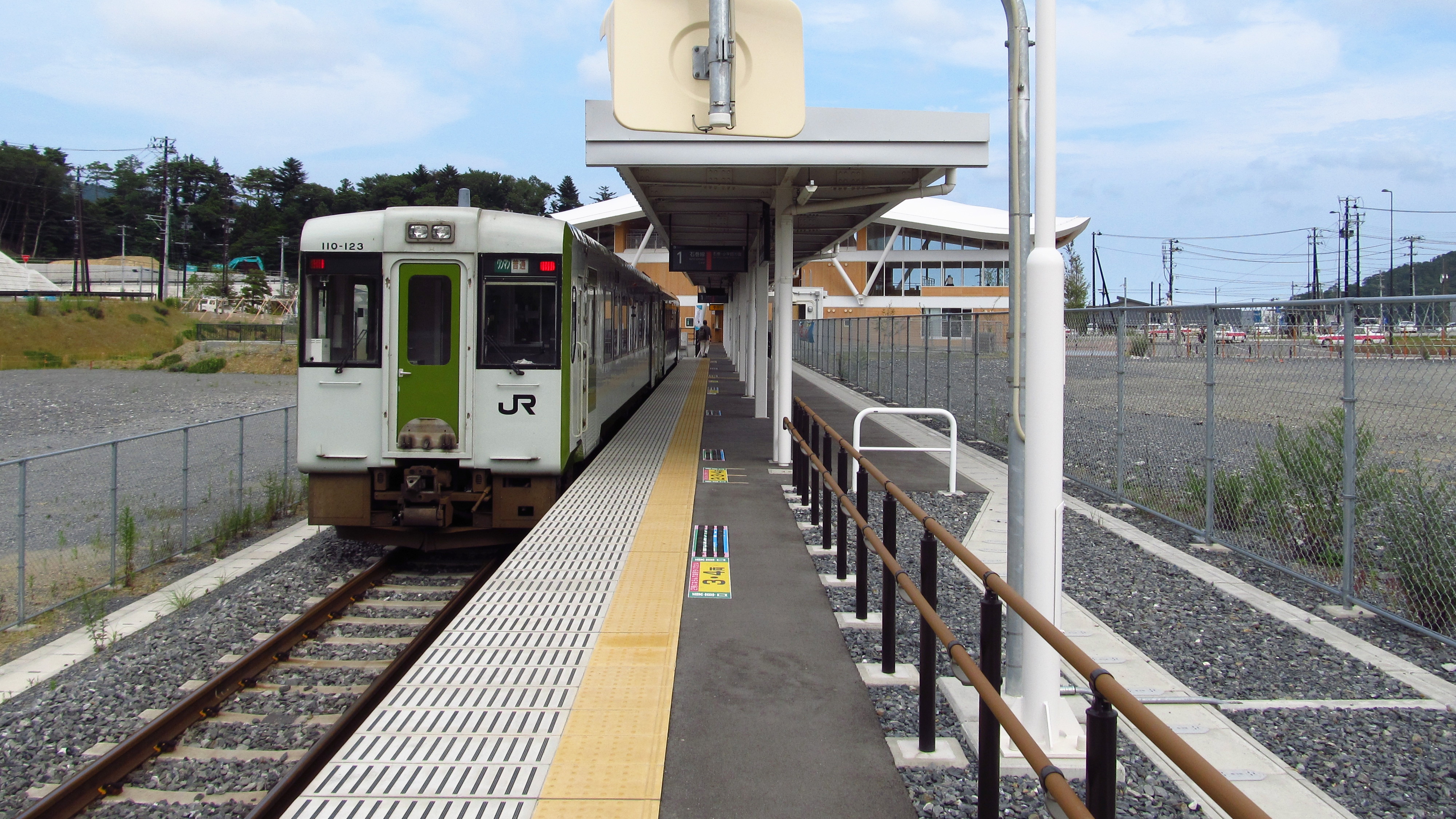
La terminus d'Onagawa.

- Longueur : 44,9 km
- Ecartement : 1 067 mm
- Nombre de voies : Voie unique

### Tracé
|  |

### Services et interconnexions
La ligne est parcourue par des trains omnibus. Les trains de la ligne Kesennuma empruntent la ligne de Maeyachi à Kogota.

### Liste des gares
La ligne comprend 14 gares
| Gare              | Nom japonais | Distance (km) | Correspondances                      | Localisation |
| ----------------- | ------------ | ------------- | ------------------------------------ | ------------ |
| Kogota            | 小牛田       | 0             | JR East : Tōhoku, Rikuu Est          | Misato       |
| Kami-Wakuya (en)  | 上涌谷       | 3,5           |                                      | Wakuya       |
| Wakuya (en)       | 涌谷         | 6,2           |                                      | Wakuya       |
| Maeyachi          | 前谷地       | 12,8          | JR East : Kesennuma (interconnexion) | Ishinomaki   |
| Kakeyama (en)     | 佳景山       | 17,1          |                                      | Ishinomaki   |
| Kanomata (en)     | 鹿又         | 21,2          |                                      | Ishinomaki   |
| Sobanokami (en)   | 曽波神       | 23,7          |                                      | Ishinomaki   |
| Ishinomaki        | 石巻         | 27,9          | JR East : Senseki                    | Ishinomaki   |
| Rikuzen-Inai (en) | 陸前稲井     | 30,9          |                                      | Ishinomaki   |
| Watanoha (en)     | 渡波         | 35,9          |                                      | Ishinomaki   |
| Mangokuura (en)   | 万石浦       | 37,0          |                                      | Ishinomaki   |
| Sawada (en)       | 沢田         | 38,3          |                                      | Ishinomaki   |
| Urashuku (en)     | 浦宿         | 42,4          |                                      | Onagawa      |
| Onagawa           | 女川         | 44,9          |                                      | Onagawa      |